# 2012年美國職棒大聯盟選秀
2012年美國職棒大聯盟選秀為大聯盟第48屆選秀，在美國時間6月4日至6日舉行。休士頓太空人隊的卡洛斯·柯瑞亞為該年首輪選秀狀元。

## 第一輪選秀
Key
|   | 入選明星賽或年度最佳陣容的球員 |
| * | 並未簽約的球員                 |

| 選秀順位 | 球員            | 球隊             | 位置   | 畢業學校                                     |
| -------- | --------------- | ---------------- | ------ | -------------------------------------------- |
| 1        | 卡洛斯·柯瑞亞   | 休士頓太空人     | 游擊手 | Puerto Rico Baseball Academy and High School |
| 2        | 拜倫·布克斯頓   | 明尼蘇達雙城     | 外野手 | Appling County高中                           |
| 3        | 麥克·祖尼諾     | 西雅圖水手       | 捕手   | 佛羅里達大學                                 |
| 4        | 凱文·高斯曼     | 巴爾的摩金鶯     | 右投   | 路易斯安那州立大學                           |
| 5        | 凱爾·辛默       | 堪薩斯市皇家     | 右投   | 舊金山大學                                   |
| 6        | 亞伯特·艾摩拉   | 芝加哥小熊       | 外野手 | Mater Academy Charter School                 |
| 7        | 麥克斯·弗里德   | 聖地牙哥教士     | 左投   | 哈佛西湖學校                                 |
| 8        | 馬克·艾佩爾*    | 匹茲堡海盜       | 右投   | 史丹佛大學                                   |
| 9        | 安德魯·希尼     | 邁阿密馬林魚     | 左投   | 奧克拉荷馬州立大學                           |
| 10       | 大衛·達爾       | 科羅拉多落磯     | 外野手 | Oak Mountain高中                             |
| 11       | 艾迪生·羅素     | 奧克蘭運動家     | 游擊手 | Pace高中                                     |
| 12       | 蓋文·切齊尼     | 紐約大都會       | 游擊手 | Barbe高中                                    |
| 13       | 柯特尼·霍金斯   | 芝加哥白襪       | 外野手 | Carroll高中                                  |
| 14       | 尼克·崔維索     | 辛辛那提紅人     | 右投   | Archbishop McCarthy高中                      |
| 15       | 泰勒·諾坎       | 克里夫蘭印地安人 | 外野手 | 德克薩斯州A&M大學                            |
| 16       | 盧卡斯·吉奧里托 | 華盛頓國民       | 右投   | 哈佛西湖學校                                 |
| 17       | D·J·戴維斯      | 多倫多藍鳥       | 外野手 | Stone高中                                    |
| 18       | 柯瑞·席格       | 洛杉磯道奇       | 游擊手 | Northwest Cabarrus高中                       |
| 19       | 麥可·瓦卡       | 聖路易紅雀       | 右投   | 德克薩斯州A&M大學                            |
| 20       | 克里斯·史崔頓   | 舊金山巨人       | 右投   | 密西西比州立大學                             |
| 21       | 盧卡斯·辛姆斯   | 亞特蘭大勇士     | 右投   | Brookwood高中                                |
| 22       | 馬可仕·史卓曼   | 多倫多藍鳥       | 右投   | 杜克大學                                     |
| 23       | 詹姆斯·蘭姆西   | 聖路易紅雀       | 外野手 | 佛羅里達州立大學                             |
| 24       | 德文·馬瑞洛     | 波士頓紅襪       | 游擊手 | 亞利桑那州立大學                             |
| 25       | 瑞奇·雪佛       | 坦帕灣光芒       | 三壘手 | 克萊門森大學                                 |
| 26       | 史崔克·崔漢     | 亞利桑那響尾蛇   | 捕手   | Acadiana高中                                 |
| 27       | 克林特·柯爾特   | 密爾瓦基釀酒人   | 捕手   | Union高中                                    |
| 28       | 維克多·羅奇     | 密爾瓦基釀酒人   | 外野手 | 喬治亞南方大學                               |
| 29       | 路易斯·布林森   | 德州遊騎兵       | 外野手 | Coral Springs高中                            |
| 30       | 泰·漢斯利       | 紐約洋基         | 右投   | Santa Fe高中                                 |
| 31       | 布萊恩·強森     | 波士頓紅襪       | 左投   | 佛羅里達大學                                 |

## 第一輪補充選秀
| 選秀順位 | 球員            | 球隊           | 位置   | 畢業學校                                     |
| -------- | --------------- | -------------- | ------ | -------------------------------------------- |
| 32       | 荷西·貝瑞歐斯   | 明尼蘇達雙城   | 右投   | Papa Juan XXIII高中                          |
| 33       | 薩克·艾弗林     | 聖地牙哥教士   | 右投   | Hagerty高中                                  |
| 34       | 丹尼爾·羅伯森   | 奧克蘭運動家   | 三壘手 | Upland高中                                   |
| 35       | 雅各·安德森     | 紐約大都會     | 捕手   | 普渡大學                                     |
| 36       | 史蒂芬·皮斯考提 | 聖路易紅雀     | 三壘手 | 史丹佛大學                                   |
| 37       | 派特·萊特       | 波士頓紅襪     | 右投   | 蒙莫斯大學                                   |
| 38       | 米契·漢尼格     | 密爾瓦基釀酒人 | 外野手 | 加州理工州立大學                             |
| 39       | 喬伊·蓋洛       | 德州遊騎兵     | 三壘手 | Bishop Gorman高中                            |
| 40       | 尚恩·華森       | 費城費城人     | 右投   | Lakewood高中                                 |
| 41       | 小蘭斯·麥考勒斯 | 休士頓太空人   | 右投   | Jesuit高中                                   |
| 42       | 路克·巴德       | 明尼蘇達雙城   | 右投   | 喬治亞理工學院                               |
| 43       | 皮爾斯·強森     | 芝加哥小熊     | 右投   | 密蘇里州立大學                               |
| 44       | 崔維斯·簡考斯基 | 聖地牙哥教士   | 外野手 | 石溪大學                                     |
| 45       | 巴瑞特·巴恩斯   | 匹茲堡海盜     | 外野手 | 德克薩斯理工大學                             |
| 46       | 艾迪·巴特勒     | 科羅拉多落磯   | 右投   | 瑞德福大學                                   |
| 47       | 麥特·歐森       | 奧克蘭運動家   | 一壘手 | Parkview高中                                 |
| 48       | 基昂·巴農       | 芝加哥白襪     | 一壘手 | King高中                                     |
| 49       | 傑西·溫克爾     | 辛辛那提紅人   | 外野手 | Olympia高中                                  |
| 50       | 麥特·史莫洛     | 多倫多藍鳥     | 左投   | Solon高中                                    |
| 51       | 傑斯繆·瓦倫丁   | 洛杉磯道奇     | 游擊手 | Puerto Rico Baseball Academy and High School |
| 52       | 派崔克·威斯頓   | 聖路易紅雀     | 三壘手 | 加州聖瑪麗學院                               |
| 53       | 柯林·威爾斯     | 德州遊騎兵     | 右投   | Blue Valley West高中                         |
| 54       | 米契·古勒       | 費城費城人     | 右投   | W. F. West高中                               |
| 55       | 沃克·維克爾     | 聖地牙哥教士   | 右投   | Olympia高中                                  |
| 56       | 保羅·布萊克伯恩 | 芝加哥小熊     | 右投   | Heritage高中                                 |
| 57       | 傑夫·傑拉利奇   | 辛辛那提紅人   | 外野手 | 加利福尼亞大學洛杉磯分校                     |
| 58       | 米契·奈         | 多倫多藍鳥     | 三壘手 | Hamilton高中                                 |
| 59       | 史帝夫·比恩     | 聖路易紅雀     | 捕手   | Rockwall高中                                 |
| 60       | 泰勒·岡薩雷斯   | 多倫多藍鳥     | 右投   | James Madison高中                            |

## 補償選秀
1. ↑  因洛杉磯天使簽下紅雀自由球員亞伯特·普荷斯而得到補償選秀
2. ↑  因藍鳥隊去年未簽下泰勒·畢德而得到補償選秀
3. ↑  因底特律老虎簽下釀酒人自由球員普林斯·菲爾德而得到補償選秀
4. ↑  因費城費城人簽下紅襪自由球員喬納森·派柏邦而得到補償選秀
5. ↑  因麥克·卡戴爾離開雙城隊而得到額外選秀
6. ↑  因希斯·貝爾離開教士隊而得到額外選秀
7. ↑  因喬許·威靈漢離開運動家隊而得到額外選秀
8. ↑  因何塞·雷耶斯離開大都會隊而得到額外選秀
9. ↑  因亞伯特·普荷斯離開紅雀隊而得到額外選秀
10. ↑  因喬納森·派柏邦離開紅雀隊而得到額外選秀
11. ↑  因普林斯·菲爾德離開釀酒人隊而得到額外選秀
12. ↑  因C·J·威爾森離開遊騎兵隊而得到額外選秀
13. ↑  因萊恩·麥德森離開費城人隊而得到額外選秀
14. ↑  因克林特·巴姆斯離開太空人隊而得到額外選秀
15. ↑  因傑森·庫貝爾離開雙城隊而得到額外選秀
16. ↑  因阿拉米斯·拉米瑞茲離開小熊隊而得到額外選秀
17. ↑  因亞倫·哈朗離開教士隊而得到額外選秀
18. ↑  因萊恩·杜密特離開海盜隊而得到額外選秀
19. ↑  因馬克·艾利斯離開落磯隊而得到額外選秀
20. ↑  因大衛·迪黑蘇斯離開運動家隊而得到額外選秀
21. ↑  因馬克·柏利離開白襪隊而得到額外選秀
22. ↑  因拉蒙·赫南德茲離開紅人隊而得到額外選秀
23. ↑  因法蘭克·法蘭西斯柯離開藍鳥隊而得到額外選秀
24. ↑  因羅德·巴拉哈斯離開道奇隊而得到額外選秀
25. ↑  因歐塔維歐·多特爾離開紅雀隊而得到額外選秀
26. ↑  因達倫·歐利佛離開遊騎兵隊而得到額外選秀
27. ↑  因勞爾·伊巴涅斯離開費城人隊而得到額外選秀
28. ↑  因聖地牙哥教士未能在2011年選秀簽下布瑞特·奧斯丁而得到額外選秀
29. ↑  因卡洛斯·佩尼亞離開小熊隊而得到額外選秀
30. ↑  因弗朗西斯科·科德羅離開紅人隊而得到額外選秀
31. ↑  因喬恩·羅希離開藍鳥隊而得到額外選秀
32. ↑  因艾德溫·傑克森離開紅雀隊而得到額外選秀
33. ↑  因荷西·莫里納離開藍鳥隊而得到額外選秀

## 其他著名球員
- 諾蘭·方塔納, 第2輪, 61順位被休士頓太空人選走
- 布魯斯·麥斯威爾, 第2輪, 62順位被奧克蘭運動家選走
- 杜恩·昂德伍德, 第2輪, 67順位被芝加哥小熊選走
- 麥特·雷諾斯, 第2輪, 71順位被紐約大都會選走
- J·T·沙格瓦, 第2輪, 72順位被明尼蘇達雙城選走
- 克里斯·貝克, 第2輪, 76順位被芝加哥白襪選走
- 蔡斯·迪楊恩, 第2輪, 81順位被多倫多藍鳥選走
- 艾力克斯·伍德, 第2輪, 85順位被亞特蘭大勇士選走
- 卡爾森·凱利, 第2輪, 86順位被聖路易紅雀選走
- 艾德溫·迪亞茲, 第3輪, 98順位被西雅圖水手選走
- 麥克·威廉森, 第3輪, 115順位被舊金山巨人選走
- 克里斯蒂安·沃克, 第4輪, 132順位被巴爾的摩金鶯選走
- 奧斯汀·汀恩, 第4輪, 137順位被邁阿密馬林魚選走
- 德魯·維爾哈根, 第4輪, 154順位被底特律老虎選走
- 亞力克·阿謝爾, 第4輪, 156順位被德州遊騎兵選走
- 泰勒·達菲, 第5輪, 160順位被明尼蘇達雙城選走
- 克里斯·泰勒, 第5輪, 161順位被西雅圖水手選走
- 麥勒克斯·史密斯, 第5輪, 165順位被聖地牙哥教士選走
- 奧斯汀·諾拉, 第5輪, 167順位被邁阿密馬林魚選走
- 麥克斯·蒙西, 第5輪, 169順位被奧克蘭運動家選走
- 羅斯·史崔普林, 第5輪, 176順位被洛杉磯道奇選走
- 羅布·瑞福斯奈德, 第5輪, 187順位被紐約洋基選走
- 布瑞特·菲利普斯，第6輪, 189順位被休士頓太空人選走
- 喬伊·溫德爾, 第6輪, 203順位被克里夫蘭印地安人選走
- 賈斯汀·海利, 第6輪, 211順位被波士頓紅襪選走
- 傑克·蘭布, 第6輪, 213順位被亞利桑那響尾蛇選走
- 尼克·古迪, 第6輪, 217順位被紐約洋基選走
- 普瑞斯頓·塔克, 第7輪, 219順位被休士頓太空人選走
- 雅各·史多林斯, 第7輪, 226順位被匹茲堡海盜選走
- 凱爾·貝爾克勞, 第7輪, 240順位被聖路易紅雀選走
- 湯瑪斯·尼多, 第8輪, 260順位被紐約大都會選走
- 路克·麥爾, 第8輪, 272順位被坦帕灣光芒選走
- 尼克·威特格倫, 第9輪, 287順位被邁阿密馬林魚選走
- 喬伊·瑞卡德, 第9輪, 302順位被坦帕灣光芒選走
- 泰洛·羅傑斯, 第11輪, 340順位被明尼蘇達雙城選走
- 德馮·崔維斯, 第13輪, 424順位被底特律老虎選走
- 沃克·布勒, 第14輪, 436順位被匹茲堡海盜選走，但未簽約
- 克里斯·弗萊森, 第14輪, 440順位被紐約大都會選走
- 卡爾森·富爾默, 第15輪, 481順位被波士頓紅襪選走,但未簽約
- 麥特·達菲, 第18輪, 568順位被舊金山巨人選走
- 賈許·海德, 第19輪, 582順位被巴爾的摩金鶯選走
- 安德魯·崔格斯, 第19輪, 583順位被堪薩斯市皇家選走
- 麥特·史崔姆, 第21輪, 643順位被堪薩斯市皇家選走
- 艾列克·米爾斯, 第22輪, 673順位被堪薩斯市皇家選走
- 謝亞·西蒙斯, 第22輪, 689順位被亞特蘭大勇士選走
- 丹尼爾·柯倫布, 第25輪, 776順位被洛杉磯道奇選走
- 艾力克斯·布萊格曼, 第29輪, 901順位被波士頓紅襪選走,但未簽約
- 麥克·雅澤姆斯基, 第30輪, 911順位被西雅圖水手選走,但未簽約
- 萊恩·杜爾, 第32輪, 979順位被奧克蘭運動家選走
- 尼克·安德森, 第32輪, 995順位被密爾瓦基釀酒人選走,但未簽約
- 托馬斯·帕農, 第33輪, 1004順位被芝加哥小熊選走,但未簽約
- 丹斯比·史瓦森, 第38輪, 1158順位被科羅拉多洛磯選走,但未簽約

## 外部連結
- MLB Important Dates for 2012（页面存档备份，存于）
- 2012 MLB Draft Tracker（页面存档备份，存于）
- Baseball America's First Round Recap[永久]

| 前任： 格里特·柯爾 | 選秀狀元 卡洛斯·柯瑞亞 | 繼任： 馬克·艾佩爾 |